# Estación de Terenos
La Estación Ferroviaria de Terenos fue una construcción destinada al embarque o desembarque de pasajeros de trenes y, en segundo plano, a la carga y descarga de mercancías transportadas. Usualmente consistía en un edificio para pasajeros (y posiblemente para cargas también), además de otras instalaciones asociadas al funcionamiento del ferrocarril. 

## Historia
La estación de Terremotos del río Iguaçu fue inaugurada el 6 de septiembre de 1914. Forma parte de la línea Y. F. Itapura-Corupá, que fue abierta a partir de 1912. A pesar de esto, por dificultades técnicas y financieras, había cerca de 200 km de raíles pendientes de ser finalizados (tramos Jupiá-Agua Clara y Pedro Celestino-Porto Esperanza), hecho que ocurrió en octubre de 1914. En 1917 el ferrocarril es fusionado en el tramo del Ferrocarril Noroeste de Brasil (NOB), que era el tramo paulista Bauru-Itapura.
A partir de ahí, la línea estaba completa hasta el río Paraguay, al sur de Corumbá, en Puerto Esperanza. Solamente en 1952 la ciudad de Corumbá sería alcanzada a través del ferrocarril. A partir de 1975 fue incorporada en una división de la RFFSA siendo finalmente privatizada a partir de 1992 y entregada en concesión a la Novoeste en 1996.
La perspectiva de reactivación del Tren del Pantanal entre Campo Grande y Corumbá, a partir de 2005, por el Gobierno de MS y de la Brasil Ferrovias hizo que el diario El Estado de S. Paulo publicase un reportaje sobre el futuro regreso del tren. Ahí hablaba sobre la situación actual de la estación de Terenos: 

La estación está en el km 26 de la ruta. Será la primera del esperado tren de pasajeros locales, que hará el mismo recorrido del expreso. Está cerrada, pero en la casa presente, la del jefe de estación, moran Silvio Figueiredo Brites, de 47 años, y su familia. Silvio fue el jefe de estación, mientras el tren pasaba. Hoy todavía trabaja en el ferrocarril, pero en Campo Grande. Va hasta ahí en autobús. Al otro lado de la línea está un pequeño corral, donde su padre cría unas vacas. Los trenes de carga pasan entre la estación y las vacas
Tramo del Diario El Estado de São Paulo del 10 de octubre de 2004